# هفت‌کچلون
هفت کچلون یا برادران هفت کچلون، در تاریخ اجتماعی و سیاسی ایران معاصر و فرهنگ فولکلوریک قرن اخیر، به برادران حاجی عباسی اشاره دارد که از جاهلها و لوطیها و به اصطلاح از گنده لاتهای جنوب شهر تهران (محلهٔ باغ فردوس، خیابان مولوی) به شمار می‌آمدند. آنها هشت برادر به اسامی: عباس، محمّد، غلامعلی، صفر، شعبان، احمد، محمود و امیر حاج عباسی بودند، که گرچه هشت نفر بودند و گرچه هیچ‌یک از آنها کچل نبود امّا خود نیز خود را به همین نام می‌خواندند و ابایی از گفتن عنوان هفت کچلون به خود نداشتند.
نام هفت کچلون به دلایل مختلف در بسیاری از وقایع تاریخ معاصر ایران ذکر شده‌است. از دعوای خونین و معروف دو گنده لات و جاهل معروف تهران: طیّب خان (طیب حاج رضایی) و حسین رمضون یخی (حسین اسمعیلی پور) که هفت کچلون در آن به نفع حسین رمضون یخی وارد میدان شدند گرفته تا به هم ریختن راهپیمایی‌ها و گردهم آیی‌های خیابانی حزب توده و جبهه ملی و سایر گروه‌های چپگرا... به دست لاتها و چاقوکش‌های جنوب شهر تهران؛ و از به هم ریختن کاباره‌ها و کافه‌های تهران که در نمونه‌ای شاخص از آن هفت کچلون به منظور دلبری از مهوش خوانندهٔ معروف موقع اجرای برنامهٔ او در کافه جمشید تهران، با دسته‌هایی دیگر از جاهل‌ها و داش مشدی‌های تهران درگیر شدند و دعوایی بزرگ و خونین و به یاد ماندنی به راه انداختند گرفته تا حضور فعال و چشمگیر در هیئت‌ها و دسته‌های عزاداری جنوب شهر تهران و... همه و همه بهانه‌هایی برای یاد کردن از هفت کچلون در تاریخ سیاسی و اجتماعی دوران معاصر و نقل داستانهای آنها در فرهنگ فولکلور به شمار می‌آید.

## دربارهٔ هفت کچلون
در مصاحبه‌های متعددی که سینا میرزائی در کتاب طیب در گذر لوطی‌ها، نقل کرده‌است، چند بار به نام هفت کچلون و ماهیت روابط آنها با طیب حاج رضایی برمی خوریم. در این کتاب ضمن مصاحبه با برخی مطلعین و از جمله شماری از اهالی جنوب شهر تهران، و همین‌طور عده‌ای از لوطیها و داش مشدی‌های این محلات به گوشه‌هایی از فعالیتهای ماجراجویانه هفت کچلون اشاره شده‌است.
مجید ملک محمد نیز در پژوهش گستردهٔ خود دربارهٔ لوطی‌ها و جاهل‌های تهران قدیم دربارهٔ هفت کچلون نوشته‌است: «پدر آنها مهدی حاج عباسی بود که نخست مهدی حاج عباس یا مهدی پسر حاج عباس خوانده می‌شد و به همین اعتبار خانواده و پسران او فامیلی حاج عباسی گرفتند. حاج مهدی، در تهران قدیم (اواخر عصر قاجار) آسیاب داشت (آسیاب مهدی داد اله) و به حرفهٔ آسیابانی مشغول بود. وی بعدها به حرفهٔ خبازی روی آورد و شاطر نانوا شد... وی دو مغازهٔ نانوایی داشت و در محلهٔ باغ فردوس تهران می‌نشست. همسر وی که مادر هفت کچلون باشد، ملا بود و تا اوایل عصر پهلوی به تدریس قرآن برای زنان و دختران مشغول بود.
پسر بزرگتر عباس حاج عباسی بود که حاج مهدی برای احیاء نام پدرش (حاج عبّاس) به وی این نام را داده بود. وی نانوا بود و کار پدرش را ادامه داد. برادر دوم حاج محمد حاج عباسی معمار بود و با عنوان حاج ممد معمار شهرت داشت. برادر سوم حاج غلامعلی حاج عباسی معروف به حاجی غلام بود که او هم شغل معماری داشت و حاج غلام معمار خوانده می‌شد. چهارمین برادر حاج صفر حاج عباسی بود که هیئت معروف ابوالفضل در جنوب تهران که به هیئت حاج صفر معروف است و از دیرباز تا دوران حاضر مراسم مفصلی برگزار می‌کرد که شام و خرجی و پذیرایی سه شنبه شبهای آن بسیار مشهور بود. حاج شعبان حاج عباسی برادر پنجم و حاج احمد که برادر ششم بود نانوایی داشت و به احمد شاطر معروف بود. در عین حال که فردی مردمدار و با مرام بود بزن بهادرترین آنها هم محسوب می‌شد. محمود حاج عباسی و امیر حاج عباسی هم دو برادر آخری (هفتمی و هشتمی) بودند که در دعواها و بزن و بکوبهای هفت کچلون نقش فعال داشتند و اوایل که سن کمتری داشتند در چهرهٔ نوچه برادرهای بزرگتر ظاهر می‌شدند اما رفته رفته چهره‌ای مستقل پیدا کردند. رستوران چلوکبابی معروف حاج عباسی که نزد عوام چلوکبابی هفت کچلون نیز خوانده می‌شود، و هنوز هم شعبه‌هایی از آن دایر است متعلق به محمود حاج عباسی است.

## وجه تسمیه هفت‌کچلون
برخی دربارهٔ هفت کچلون نوشته‌اند: «این افراد در زبان عوام غلام کچلا، ممد کچلا، صفر کچلا، احمد کچلا، باقر کچلا، محمود کچلا و امیر کچلا خوانده می‌شدند که به همه آنها حاجی می‌گفتند از رفقا و متحدان طیب به حساب می‌آمدند. همگی ورزشکار بودند و به یکباره یک زورخانه را قرق می‌کردند.»
اما این نوشته به اشتباه باقر فروتن معروف به باقر کچل یا به قول عوام باقر کچلا را هم جزو هفت کچلون به شمار آورده است. باقر کچل هم از لمپن‌های جنوب شهر بود و این اواخر مال و مکنت خوبی به هم زده بود، اما ربطی به برادران حاج عباسی و هفت کچلون معروف نداشت. در ضمن بر اساس نوشته ملک محمد هفت‌کچلون در اوایل کار خود نه فقط رفیق و متحّد طیب نبودند، بلکه دشمن و رقیب وی به حساب می‌آمدند (رجوع به ادامه همین مقاله)
به طور کلی این هشت برادر برخی شغل پدر خود را ادامه دادند و شاطر و نانوا شدند و برخی به چلوکبابی باز کردند و به رستوران داری روی آوردند. دو سه برادر آنها هم از معمارهای معروف جنوب شهر تهران بودند در کتاب گذر لوطی‌ها به قهوه‌خانه‌داری و قصابی و قصابخانه داری نیز بعنوان دیگر مشاغل و فعالیتهای برادران هفت کچلون در دوره‌هایی از زندگی آنان اشاره شده‌است
برخی نیز نوشته‌اند که هفت کچلون برای خودشان قمارخانه داشتند و صد نفر از همین قمارخانه نان می‌خوردند.
محیط اجتماعی خاص رایج در جنوب شهر تهران و جولان دادن تیغ کش‌ها و داش‌ها و جاهلها و بزن‌بهادرها در آن محیط، خودبخود این هفت برادر را نیز به همین مسیر سوق داد و رفته رفته همهٔ این برادران جاهل و بزن‌بهادر از آب درآمدند. گرچه تمامی این برادران در بزرگسالی موهای پرپشت داشتند و کچل نبودند اما ظاهراً از آنجا که در جوانی و نوجوانی با موهای تراشیده و کله‌های تیغ زده در انظار ظاهر شده و به اتفاق یکدیگر در دعواها و چاقوکشی‌ها شرکت می‌کردند، اسم در کردند و به هفت کچلون مشهور شدند.
با این که این برادرها به هفت کچلون معروف شدند، اما در واقع نه هفت نفر بودند و نه هیچ‌یک از آنها کچل بود! آنها در مجموع هشت برادر بودند که برادر بزرگتر آنها در اقدامات معرکه گیرانه و ماجراجویی‌های آنها چندان دخالتی نداشت.

## روابط با حسین رمضان یخی
دار و دسته هفت کچلون نخست بخاطر پیوندهای شغلی و خانوادگی (از جمله شراکت حسین در یکی از نانوایی‌های هفت کچلون)، جزو دوستان و اطرافیان حسین رمضون یخی محسوب می‌شدند و به اصطلاح دنبالهٔ او بودند، و در اقدامات و جار و جنجالهایی که حسین رمضون یخی به راه می‌انداخت، به نفع او به میدان می‌آمدند و مبارزه و بزن بزن و در پاره‌ای موارد چاقوکشی به راه می‌انداختند. از جمله در دعوا و چاقوکشی معروفی که میان طیب خان و حسین رمضون یخی درگرفت، هفت کچلون جزو نوچه‌های حسین رمضان یخی بودند.
بعد از دعوای معروف بین طیب حاج رضایی و حسین اسماعیلی پور معروف به حسین رمضون یخی و بعد از این که با پادرمیانی سپهبد تیمور بختیار و ریش سفیدی ارباب زین العابدین این دو گنده لات به اصطلاح با یکدیگر آشتی کردند، هفت کچلون هم عملاً به جمع اطرافیان طیب پیوستند. به همین خاطر از هفت کچلون گاهی با عنوان دشمنان و رقبای طیب و گاهی دیگر بعنوان دوستان و هوادران و دنباله طیب یاد شده‌است.

## استفاده از هفت کچلون در اهداف سیاسی
به جز اقداماتی که هفت کچلون رأساً معرکه گردان بودند و شرح آن جزئی از فرهنگ فولکلوریک و دلمشغولیهای عامه محسوب می‌شود، آنچه که بیشتر اهمیت دارد سوابق حضور آنان در وقایع سیاسی مهم تاریخ معاصر است. گفته می‌شود که عرق مذهبی و اشتیاق به امامان شیعه و نیز در پاره‌ای موارد شاه دوستی و علاقه به مملکت محرک اصلی هفت کچلون و دیگر جاهل‌ها و لوطی‌ها در اقدامات و فعالیتهای آنان بوده‌است. امّا پژوهش‌های تجربی در خُلق و خوی این افراد و مروری بر کارنامهٔ آنان حکایت از آن دارد که نامجویی و شهرت طلبی و به قول متداول: اسمی شدن یا اسم در کردن و نیز برخورداری از عنایت و توجه مراکز قدرت از جمله بخصوص حکومت حاکم و برخورداری از مواهب آن بویژه مواهب مالی نیز در این روند بی تأثیر نبوده‌است.
در واقع حکومت پهلوی و در پاره‌ای از موارد احزاب و گروه‌های سیاسی آن روزگار از هفت کچلون در راه اهداف خویش از جمله سرکوب خیابانی مخالفان خویش بهره می‌بردند و در اقدامات تبلیغاتی خویش از هفت کچلون و افراد مشابه با عنوان «مردم» یاد می‌کردند. نام هفت کچلون در کنار نامهایی مثل طیب حاج رضایی، شعبان جعفری، در وقایع مربوط به درگیری‌های خیابانی با حزب توده و سایر احزاب و گروه‌های مخالف و منتقد حکومت پهلوی بارها ذکر شده‌است.
مجموع این لوطی‌ها و جاهل‌ها از جمله دار و دستهٔ برادران هفت کچلون در جریان وقایع ۲۸ مرداد ۱۳۳۲ جزو افرادی بودند که به نفع محمدرضاشاه به خیابانهای تهران آمدند. اما وقایع ۱۵ خرداد ۱۳۴۲ میان لوطی‌ها دودستگی و بلکه چند دستگی ایجاد کرد: عده‌ای مثل شعبان بی مخ همچنان حامی شاه باقی ماندند و از این طریق به نان و نوایی رسیدند، جمعی دیگر که شاخص آنها طیب حاج رضایی و حسین رمضان یخی بود جزو هواداران آیت الله خمینی تلقی شدند که اولی به همراه حاج اسماعیل رضایی به جوخهٔ اعدام سپرده شد و دومی مدتی متواری شد و جان سالم به در برد. اما هفت کچلون گرچه در ۲۸ مرداد از میدان داران اصلی وقایع خیابانهای تهران بودند، در ۱۵ خرداد ۱۳۴۲ کنش واضحی از خود نشان ندادند.
از جمله شاخصترین شخصیتهای سیاسی تاریخ معاصر که به ارتباط با دار و دسته هفت کچلون و استفاده از زور بازو و تیزی چاقوی آنان در جهت اهداف سیاسی خویش متهم شده‌اند، می‌توان به: سپهبد تیمور بختیار (استفاده از آنها جهت سرکوب اجتماعات حزب توده یا به هم ریختن محافل و اماکن مقدس بهائیان در ایران)، دکتر مظفر بقایی کرمانی (در جهت اهداف حزب زحمتکشان ملت ایران) داریوش همایون (جهت اهداف حزب سومکا) و... اشاره نمود.

## دسته عزاداری و هیئت هفت کچلون
گفته می‌شود که در جمع لوطی‌های جنوب شهر تهران، نخستین فردی که راه‌اندازی دسته و هیئت داری را باب کرد، طیب حاج رضائی بوده‌است. هرچند که شواهد و قرائن متعددی وجود دارد که قدمت رواج این پدیده‌ها در میان جاهل‌ها و لوطی‌های تهران را به اعصار به مراتب دورتر می‌برد و از جمله از حضور فعال و میان دارانهٔ برخی لوطی‌ها و داش مشدی‌های تهران در عصر قاجار و در عزاداری معروف تکیه دولت حکایت دارد. در عصر صفویه نیز برخی لوطی‌های معروف روشهای عزاداری خاص خود را داشته‌اند.
به هرحال نوشته‌اند که طیب از سال ۱۳۲۶ خورشیدی و پس از تشرف به کربلا و زیارت امام حسین به جرگه مریدان سالار شهیدان پیوست. وی نخست در محله قدیمی صابون پزخانه (صام پز خونه)، بازارچه حاج غلامعلی در انتهای باغ فردوس مولوی در منزلش تعزیه داری حسینی را شروع نمود. بعدها به دلیل محدودیت مکان طیب از بازارچه حاج غلامعلی نقل مکان نمود و به حوالی خیابان خراسان تغییر منزل داد و با توسعه عزاداری حسینی در ایام محرم تکیه مفصلی در داخل بنگاه حاج علی نوری واقع در خیابان ری در کنار انبار گندم برپا نمود.
در مقابل او رقیب دیرینه اش حسین رمضون یخی هم بیکار ننشست و وی نیز متقابلاً به برپاداری هیئت عزاداری و راه انداختن دسته در ایام دهه ماه محرم و روزهای عاشورا اقدام نمود که هفت کچلون نیز نخست جزو دستهٔ او بودند و دستهٔ برادران حاج عباسی معروف به هفت کچلون تا سالهای مدید جزو دستهٔ حسین رمضان یخی بود.
هرچند که اخوان حاج عباسی بعدها برای خود دستهٔ مستقلی راه‌اندازی کردند و از جمله حاج صفر حاج عباسی (صفر کچلا) هیئت ابوالفضل معروف به ابوالفضلی‌ها را به راه انداخت که شب‌های چهارشنبه (سه شنبه شب‌ها) تا به امروز برقرار است.
دستهٔ طیب خان تا مدتها با دستهٔ حسین رمضون یخی و دستهٔ هفت کچلون رقابت داشت و شلوغ شدن هریک از این دسته‌ها خشم و عصبانیت سرکردگان دستهٔ مقابل را به همراه داشت.
محمود حاج عباسی یکی از برادران هفت کچلون در مصاحبه‌ای که متن آن در طیب در گذر لوطیها درج شده نقل کرده که زمانی که واعظ معروف فلسفی جهت وعظ به دستهٔ عزاداری هفت کچلون موجب جذب جمعیت زیادی به این دسته شده و خشم و حسادت طیب را برانگیخته‌است:
جمعیت زیادی می‌اومد توی دستهٔ ما [یعنی دستهٔ هفت کچلون] و طیب هم ناراحت می‌شود و می‌گوید: «من طیّبم!، اینا فکر میکنن!»، پیغام می‌دهد که اینها دسته شان زیاد شده و من هم بچهٔ صام پز خونه بوده‌ام. من خدمتِ این هفت کچلون می‌رسم
اما بعد از آشتی کنان معروف میان طیب و حسین رمضون یخی، دسته‌های عزاداری این دو در ایام محرم به یکدیگر می‌پیوستند و از آن پس هفت کچلون هم زیر علم طیب خان عزاداری می‌کردند. در آن سال‌ها که چهارراه مولوی فلکه و آب نما داشت پرچم بزرگ دو چوبه و سفید رنگ هیئتی در ضلع شمال فلکه نصب می‌شد که بر روی آن نوشته شده بود «هیئت عزاداران حسینی جوانان جنوب شهر» که بر روی آن آرم دو دست بهم پیوسته و در هم گره خورده دیده می‌شد که نشانی از اتحاد و صمیمیت طیب خان و حسین رمضان یخی بود و هفت کچلون نیز جزو آن بودند.
جواد روحانی که داماد حسین رمضون یخی که از مؤسسان هیئت اول مظلوم که آن را با کمکهای میلیونی حاج حسن یکه‌شناس، محمّد ملک محمدی و عبدالله تاویه بنیانگزاری کرده ضمن ذکر خاطراتی از پدر همسر خود (حسین رمضون یخی) به مواردی در این ارتباط اشاره کرده است.

## هفت کچلون و لباس شخصی‌ها
گفته می‌شود که الگویی را که هفت کچلون و سایر لمپن‌ها و جاهلهای عصر پهلوی در بنا کردن آن نقش داشتند و طی آن با استفاده از قمه و چاقو و پنجه بوکس و چوب و چماق و گل کمر (کمربندهایی که گل یا برجستگی بزرگ داشت و در دعوا و زد و خورد به کار می‌رفت) به مقابله خیابانی با مخالفین حکومت می‌پرداختند، پس از انقلاب و در خلق پدیده‌ای به نام لباس شخصی‌ها مورد توجه سردمداران نظام جمهوری اسلامی قرار گرفت. در ارزیابی نهایی شباهت غیرقابل انکاری میان لباس شخصی‌ها با هفت کچلون و دیگر گروه‌های مشابه در عصر پهلوی موجود است.
افرادی جاهل و لمپن و بزن‌بهادر که خاستگاه اغلب آنها از جنوب شهر تهران است، اغلب (و جز موارد استثنائی همچون موردِ طیب حاج رضایی)، حامی و طرفدار قدرت بر سر کار و حکومت غالبند، وجههٔ کم و بیش مذهبی با برداشتی قشری از دین و مذهب دارند، طوریکه گرچه چندان پایبند فرایض واجب مذهبی همچون نماز و روزه نیستند، امّا اهل هیئت و تکیه و راه‌اندازی دسته‌های عزاداری به شمار می‌روند. زور بازو و توانایی جسمی اغلب ملاک برتری آنها محسوب می‌شود و صحبت از دعواها و چاقوکشی‌هایی که انجام داده‌اند و افرادی که ناکار کرده‌اند، مایهٔ اصلی بحث در محافل و گرد هم آیی‌های آنهاست و...

## جُستارهای وابسته
- کودتای ۲۸ مرداد
- طیب حاج رضایی
- شعبان جعفری
- لباس‌شخصی
- ورزش‌های زورخانه‌ای
- باشگاه جعفری
- همه مردان شاه - استفن کینزر